# Goślice
Goślice – wieś sołecka w Polsce położona w województwie mazowieckim, w powiecie płockim, w gminie Bielsk.
W latach 1975–1998 miejscowość administracyjnie należała do województwa płockiego. 1 stycznia 2003 będące dotychczasową częścią wsi Działki zostały zlikwidowane jako osobna miejscowość.

## Historia
W miejscowości znajduje się wpisany do rejestru zabytków zespół pałacowy z XVIII-XIX w.
Murowany dwór został wybudowany w poł. XVIII w. przez starostę stoklickiego Jerzego Józefa Matuszewicza i jego żonę podkomorzankę płocką Teresę z Kempskich (rodziców pamiętnikarza Marcina Matuszewicza). Majątek odziedziczył ich syn Józef Matuszewicz (1718-1770). Po jego śmierci jedyną dziedziczką została jego córka Tekla, która wniosła Goślice w posagu kasztelanowi brzeskiemu Józefowi Niemirowiczowi-Szczyttowi. Po bezpotomnej śmierci jedynego syna Tekli i Józefa Niemirowiczów-Szczyttów – Nikodema, wdowa po kasztelanie przekazała w 1817 swoje dobra w woj. płockim swemu bratu stryjecznemu ministrowi skarbu Księstwa Warszawskiego Tadeuszowi Matuszewiczowi. W poł. XIX w. Goślice należały do Klimkiewiczów. Na pocz. XX w. dwór został przebudowany w stylu neobarokowym.
Obecnie mieści się w nim Dom Pomocy Społecznej i Zespół Szkół Specjalnych.